# コンチャーカ
コンチャーカ（ロシア語: Кончака、? - 1318年）はジョチ・ウルスのハン・ウズベクの姉妹である。モスクワ大公ユーリー3世の妻となった。聖名アガフィヤ。
1317年、モスクワ大公ユーリーと結婚した。この結婚は、チンギス統原理に従って、モスクワ公家の家名を高めた。コンチャーカは洗礼を受け、アガフィヤの名を得た。
同年、夫ユーリーはトヴェリ公国へ侵攻するが、コンチャーカは12月22日のボルテネフの戦い(ru)の際にトヴェリ公ミハイルの捕虜となり、トヴェリへ送られた。コンチャーカはその後すぐに死亡したため、ユーリーとの間に後継者となる子を産むことができなかった。
モスクワ・トヴェリの戦いの後、ユーリー、ミハイルは前後してジョチ・ウルスに出向しており、1318年にミハイルはコンチャーカ殺害の嫌疑をかけられたが、これを否定した。なお、コンチャーカはミハイルによって毒殺されたとみなされたが、年代記には記述はない。
コンチャーカの遺体は初めトヴェリに埋葬されたが、のちにロストフへ運ばれ、1319年に生神女就寝大聖堂に埋葬された。
後年、ツァーリの王権の象徴となるモノマフの冠（の祖形となった被り物）は、ウズベク・ハンからコンチャーカを通して夫ユーリーへと伝わったとみなす説がある。